# Irene Valenzuela Agüí
Irene Valenzuela Agüí es una física teórica española, especialista en la Teoría de cuerdas y la gravedad cuántica. Trabaja como personal investigador en el Centro Europeo para la investigación Nuclear (CERN) de Suiza. 

## Biografía
Tras graduarse en Física con premio extraordinario en la Universidad Autónoma de Madrid, realizó un Master en Física teórica en esta misma universidad. Completó sus estudios de doctorado con la defensa de la tesis titulada The Higgs sector, SUSY breaking and Inflation in String Theory  en el Instituto de Física Teórica UAM/CSIC (Madrid, 2015), con sobresaliente cum laude.

### Trayectoria profesional
En 2011 comenzó su carrera investigadora como ayudante en el Departamento de Física Teórica de la Universidad Autónoma de Madrid. Posteriormente realizó cuatro estancias posdoctorales. Las dos primeras en dos Instituciones europeas (2012-2015): el Instituto de Física Max Planck (Múnich) y la Universidad de Utrecht; y las dos últimas en dos universidades estadounidenses (2018-2021): la Universidad  Cornell y la Universidad de Harvard.
Es miembro del personal investigador del Centro Europeo para la investigación Nuclear (CERN) tras solicitar una excedencia de su puesto de Personal docente e investigador en el Instituto de Física Teórica UAM/CSIC.
Forma parte de la Junta General de la Academia Joven de España (AJE) desde 2022. Dedicó su discurso de entrada en esta academia a los estereotipos sexistas en la ciencia.

#### Línea de Investigación Swampland
Es una de las impulsoras de la línea de investigación Swampland, término traducido al español literalmente como “ciénaga” o "pantano". Estas conjeturas Swampland servirían de puente para conectar la gravedad cuántica y la teoría de cuerdas con el mundo real, dando lugar a predicciones universales. Los primeros artículos sobre las conjeturas Swampland tienen su origen en publicados por Cumrun Vafa (The String Landscape and the Swampland).
Entre sus intereses profesionales se encuentran además, el estudio de las relaciones de las conjeturas swampland con las matemáticas y la geometría, como demostró al participar como ponente en el Congreso Geometric Aspects of the Swampland (GAS) celebrado en Madrid en 2022. Este congreso estuvo organizado por el Instituto de Ciencias Matemáticas (ICMAT) y el Instituto de Física Teórica (IFT), formando parte del comité organizador. 
Ha publicado artículos como investigadora principal en revistas de alto impacto.

## Premios y reconocimientos
- 2021 Premio Investigación Joven en Física Teórica por parte de la Real Sociedad Española de Física (RSEF) y la Fundación BBVA por sus aportaciones novedosas en el campo de la Teoría de cuerdas y las consiguientes implicaciones en los campos de la cosmología y la física de partículas.[9]
- Seleccionada entre las físicas innovadoras destacadas por la Fundación Española para la Ciencia y la Tecnología (FECYT) como referente para nuevas generaciones de mujeres jóvenes investigadoras.[10]
- 2021 Medalla de la Academia Joven de España (AJE).[4]
- 2021 Obtuvo el ERC Starting Grant del Consejo europeo de investigación para el estudio de las conjeturas Swampland.[11]